# سيليستينو
سيليستينو (بالبرتغالية: Pedro Celestino Silva Soares‏) هو لاعب كرة قدم برتغالي في مركز الوسط، ولد في 2 يناير 1987 في Tarrafal, Cape Verde ‏ في الرأس الأخضر. شارك مع منتخب البرتغال تحت 20 سنة لكرة القدم ومنتخب البرتغال تحت 21 سنة لكرة القدم. أما مع النوادي، فقد لعب مع أتليتيكو كلوب دي برتغال وإستريلا دا أمادورا وإشتوريل برايا وسبورتينغ لشبونة وسي إف آر كلوج ونادي أولهانينسي ونادي بيلينينسش.

## وصلات خارجية
- سيليستينو على موقع قاعدة بيانات كرة القدم.إي يو (الإنجليزية)
- سيليستينو على موقع Soccerway.com (الإنجليزية)
- سيليستينو على موقع عالم كرة القدم.نت (الإنجليزية)
- سيليستينو على موقع AS.com (الإسبانية)